# Administracja terenowa Polski Ludowej w latach 1944–1950
Po II wojnie światowej władze komunistyczne dążyły do ograniczenia roli samorządu terytorialnego. Początkowo przywrócono część uregulowań z czasów II Rzeczypospolitej, co było podyktowane względami praktycznymi. Później jednak, naśladując wzorce radzieckie, samorząd terytorialny został zlikwidowany, a zastąpiła go hierarchiczna konstrukcja rad narodowych.

## Statut tymczasowy rad narodowych i Manifest PKWN
Początkowo sprzeczne tendencje: przywiązanie do tradycji przedwojennych oraz recepcja instytucji radzieckich. 1 stycznia 1944 roku – Statut tymczasowy rad narodowych: rady miały składać się z przedstawicieli "wszystkich organizacji i zrzeszeń demokratyczno-niepodległościowych" oraz z osób dokooptowanych przez radę w liczbie 1/5 jej składu. Planowano jednolitość władzy – brak innych organów terenowych. Poza tym hierarchiczność – na szczycie Krajowa Rada Narodowa (od stycznia 1945 jej prezydium).
22 lipca 1944 roku – Manifest PKWN, odrzucający konstytucję kwietniową, przywracający niektóre demokratyczne zasady konstytucji marcowej. Wprowadzenie terenowych rad narodowych: wojewódzkich, powiatowych i gminnych, a także "upełnomocnionych przedstawicieli" Krajowej Rady Narodowej. Dekretem z 21 sierpnia 1944 roku (Dz.U. z 1944 r. nr 2, poz. 8, z późn. zm.) przywrócono wojewodów i starostów.

## Przywrócenie samorządu
Dekret PKWN z 23 listopada 1944 roku o organizacji i zakresie działania samorządu terytorialnego (Dz.U. z 1944 r. nr 14, poz. 74):
- Przywrócenie organów wykonawczych samorządu – zarządów gminnych, miejskich, wraz z wójtami, burmistrzami i prezydentami, oraz wydziałów powiatowych.
- Wprowadzenie samorządu wojewódzkiego – miał on posiadać organ przedstawicielski wybierany w wyborach powszechnych (po raz ostatni stwierdzenie, iż kobiety i mężczyźni mają równe prawa). Wydział wojewódzki – organ wykonawczy, w którego skład wchodziło 6 radnych, którzy otrzymali największą liczbę głosów. Osoby te jednak musiały mieć min. 5 lat stażu w administracji rządowej lub samorządowej. Kadencja tego organu – 5 lat.

Dekret doprowadził do zaistnienia dualizmu władzy samorządowej i administracji – istnienie obok siebie pionu administracji rządowej oraz pionu administracji samorządowej i rad narodowych. Rozbudowanie administracji niezespolonej – szczególna pozycja wojewódzkich i powiatowych organów Bezpieczeństwa Publicznego i Milicji Obywatelskiej. Zgodnie z postanowieniami dekretu, samorząd wykonywał zadania o charakterze lokalnym, niezastrzeżone na rzecz innych organów (zasada domniemania kompetencji).
Wykluczenie spod kompetencji samorządu:
- poczta
- sprawy zagraniczne i handel
- wymiar sprawiedliwości
- bezpieczeństwo obrotu handlowego
- sprawy wojskowe (np. aprowizacja wojska); 50 km – pas administracji wojskowej przy linii frontu.

W dekrecie przede wszystkim uregulowano status szczebla gminnego. Podwójne podporządkowanie: organom wyższego szczebla i organom administracji rządowej – kierownikowi resortu administracji (podobnie jak w ustawie "scaleniowej" z 1933 roku).
11 września 1944 roku – Ustawa o organizacji i zakresie działania rad narodowych (Dz.U. z 1944 r. nr 5, poz. 22, z późn. zm.): rady organami uchwałodawczymi samorządu terytorialnego, a ponadto opiniowały kandydatury na stanowiska wojewody i starosty, mogły też wnioskować o ich odwołanie, prezydia rad miały sprawować też tzw. kontrolę społeczną nad organami rządowej administracji. Nowelizacja tej ustawy z 1946 roku – odwrócenie kolejności zadań: rady organami planowania działalności publicznej i kontroli, a wykonywanie zadań organów uchwałodawczych samorządu stało się zadaniem zleconym.

## Status Ziem Odzyskanych
W latach 1945–1949 istniało powołane dekretem z 13 listopada 1945 roku (Dz.U. z 1945 r. nr 51, poz. 295) Ministerstwo Ziem Odzyskanych (pod kierownictwem Władysława Gomułki), na owych ziemiach funkcjonowały:
- okręgowi i obwodowi pełnomocnicy rządu – organy administracji rządowej zespolonej, mające szerokie kompetencje. Nazywano ich wojewodami i starostami. Podporządkowane im były też organy administracji niezespolonej.
- rady narodowe – powstały z opóźnieniem (początkowo mało Polaków na tych ziemiach).
- początkowo podział administracyjny na okręgi i obwody odpowiadające dawnym powiatom niemieckim, od 1945 roku – województwa i powiaty.

## Rady narodowe zamiast samorządu
Lata 1949–1950 to całkowita recepcja rozwiązań radzieckich (centralizm demokratyczny). Ustawa z 20 marca 1950 roku o terenowych organach jednolitej władzy państwowej (Dz.U. z 1950 r. nr 14, poz. 130, z późn. zm.):
- zniesienie samorządu terytorialnego,
- zniesienie terenowych organów administracji rządowej zespolonej (wojewodów, wicewojewodów, starostów, wójtów, wydziałów wojewódzkich i powiatowych),
- cała władza dla rad narodowych, w ich ramach organami administracji samorządowej prezydia rad (organy wykonawczo-zarządzające). Podwójne podporządkowanie prezydiów (poziome – radzie narodowej i pionowe – prezydium wyższego stopnia, prezydia wojewódzkie podporządkowane były Radzie Ministrów). Rady narodowe były terenowymi jednolitymi organami władzy państwowej w gminach, dzielnicach większych miast, miastach, powiatach i województwach. Na szczycie hierarchicznego systemu rad – Rada Państwa (powstała w 1947 roku, od 1952 roku – emanacja Sejmu).

Zadania rad określone zostały bardzo szeroko:
- kierowanie działalnością gospodarczą, społeczną i kulturalną,
- ochrona porządku publicznego, własności społecznej i praw obywateli,
- uchwalanie terenowych budżetów i planów gospodarczych,
- nadzorowanie ich wykonania,
- współdziałanie w obronności państwa.

Na czele prezydium rady stał przewodniczący. Prezydia dzieliły się na wydziały, zarządzające poszczególnymi dziedzinami spraw rady narodowej.

## Literatura
- Izdebski, Hubert, Samorząd terytorialny. Podstawy ustroju i działalności, Warszawa 2004, ISBN 83-7334-314-8